# Chicago Bears 1936
La stagione 1936 dei Chicago Bears è stata la 16ª della franchigia nella National Football League. La squadra terminò con un record di 9-3 al secondo posto della Western Division. Dopo la settimana 10, i Bears erano in testa con un record di 9-1 alla pari dei Green Bay Packers, contro i quali avevano vinto e poi perso. Tuttavia, il club perse terreno alla fine dell'anno, perdendo le ultime due gare in trasferta contro Detroit e Cardinals. Green Bay invece batté facilmente i Boston Redskins e vinse il campionato.

## Calendario
| Stagione regolare |                     |                   |           |           |
| Data              | Avversario          | Stadio            | Risultato | Punteggio |
| 20 set.           | Green Bay Packers   | East Stadium      | V         | 30–3      |
| 27 set.           | Philadelphia Eagles | Municipal Stadium | V         | 17–0      |
| 4 ott.            | Pittsburgh Pirates  | Forbes Field      | V         | 27–9      |
| 11 ott.           | Chicago Cardinals   | Wrigley Field     | V         | 7–3       |
| 25 ott.           | Pittsburgh Pirates  | Wrigley Field     | V         | 26–7      |
| 25 ott.           | Detroit Lions       | Wrigley Field     | V         | 12–10     |
| 1 nov.            | Green Bay Packers   | Wrigley Field     | S         | 21–10     |
| 8 nov.            | New York Giants     | Polo Grounds      | V         | 25–7      |
| 15 nov.           | Boston Redskins     | Fenway Park       | V         | 26–0      |
| 22 nov.           | Philadelphia Eagles | Municipal Stadium | V         | 28–7      |
| 26 nov.           | Detroit Lions       | Titan Stadium     | S         | 13–7      |
| 29 nov.           | Chicago Cardinals   | Wrigley Field     | S         | 14–7      |

## Classifiche
| NFL Western Division |    |   |   |      |       |     |     |     |
|                      | V  | S | P | %    | DIV   | PF  | PS  | STR |
| Green Bay Packers    | 10 | 1 | 1 | .909 | 5–1–1 | 248 | 118 | P1  |
| Chicago Bears        | 9  | 3 | 0 | .750 | 3–3   | 222 | 94  | S2  |
| Detroit Lions        | 8  | 4 | 0 | .667 | 3–3   | 235 | 102 | V1  |
| Chicago Cardinals    | 3  | 8 | 1 | .273 | 1–5–1 | 74  | 143 | P1  |

Nota: I pareggi non venivano conteggiati ai fini della classifica fino al 1972.

## Futuri Hall of Famer
- Dan Fortmann, guardia
- Bill Hewitt, end
- George Musso, tackle
- Bronko Nagurski, fullback
- Joe Stydahar, tackle